# Eschkopfturm
Der Eschkopfturm, manchmal ebenso Ludwigsturm genannt, ist ein Aussichtsturm, der sich auf dem namensgebenden 608,3 m ü. NHN hohen Eschkopf im Pfälzerwald befindet. Er steht unter Denkmalschutz.

## Lage
Der Eschkopfturm befindet sich in der Frankenweide, wie der mittlere Teil des Pfälzerwalds genannt wird, auf der Gemarkung der Ortsgemeinde Wilgartswiesen. Er steht inmitten eines geschlossenen Waldgebiets. Rund drei Kilometer südlich des Turms befindet sich das Siedlungsgebiet des Ortsteils Hofstätten. Rund 200 Meter nördlich verläuft die B 48. Rund vier Kilometer weiter nördlich liegt außerdem der zur Ortsgemeinde Trippstadt gehörende Weiler Johanniskreuz.

## Merkmale
Der aus Buntsandstein errichtete Turm, bei dem es sich um eine achteckige Konstruktion handelt, ist rund 20 Meter hoch. Im Turm selbst befindet sich eine Wendeltreppe mit 98 Stufen, die auf eine Aussichtsplattform führt, an deren Ostseite sich ein kleiner balkonförmiger Vorbau befindet.

## Geschichte
Vor Errichtung des Turms stand an seinem heutigen Standort zu Zeiten Napoleons ein Turm aus Holz, dessen Funktion ein optischer Telegraf bildete. Solche Einrichtungen wurden entlang der Linie Mainz–Paris auf mehreren Bergen errichtet. Diese dienten der Übermittlung von Nachrichten.
Der Eschkopfturm selbst wurde 1902 erbaut. Der Zweck seiner Errichtung war die Landesvermessung.

## Anbindung
Der Eschkopfturm ist an das Wanderwegenetz des Pfälzerwaldes angebunden. Über ihn führt der Fernwanderweg Franken-Hessen-Kurpfalz, als dessen Markierung ein rotes Kreuz dient. Darüber hinaus führt ein Weg mit der Bezeichnung 9 ebenfalls zum Turm.

## Aussicht
Die Aussichtsmöglichkeiten werden durch den umgebenden Baumbestand eingeschränkt. Bei guter Fernsicht reicht der Blick im Norden zwischen Bäumen hindurch bis zum Großen Feldberg (111 km) im Taunus und im Süden bis zur Hornisgrinde (83 km) im Schwarzwald.